# Slipton
Slipton är en by i civil parish Lowick, i distriktet North Northamptonshire, i grevskapet Northamptonshire, i England. Byn är belägen 8 km från Kettering. Slipton var en civil parish fram till 1935 när blev den en del av Lowick. Civil parish hade 80 invånare år 1931. Byn nämndes i Domedagsboken (Domesday Book) år 1086, och kallades då Sliptone.